# Strictly Personal
Strictly Personal är ett musikalbum av Captain Beefheart & The Magic Band som lanserades 1968. Skivan spelades in i april 1968 och lanserades i oktober på skivbolaget Blue Thumb. Flera av albumets låtar spelades först in redan 1967 och var tänkta att släppas som ett album med titeln It Comes to You in a Plain Brown Wrapper på Buddah Records där gruppen spelat in sitt debutalbum. Skivan gavs dock inte ut efter att skivbolaget opponerat sig, och istället lanserades den på producenten Bob Krasnows eget skivbolag.
Captain Beefheart har kritiserat Krasnow för att ha lagt till ljudeffekter på skivan utan hans tillåtelse. Detta album finns inte längre tillgängligt att köpa som nyutgåva, men dess låtar kan hittas på andra albumutgåvor och samlingar av Captain Beefheart.

## Låtlista
(alla låtar komponerade av Captain Beefheart)
Sida 1
1. "Ah Feel Like Ahcid" – 3:05
2. "Safe as Milk" – 5:27
3. "Trust Us" – 8:09
4. "Son of Mirror Man - Mere Man" – 5:20

Sida 2
1. "On Tomorrow" – 3:27
2. "Beatle Bones 'n' Smokin' Stones" – 3:18
3. "Gimme Dat Harp Boy" – 5:05
4. "Kandy Korn" – 5:06

## Medverkande
- Don Van Vliet – sång, munspel, gitarr
- Alex St. Clair – gitarr
- Antennae Jimmy Semens (Jeff Cotton) – gitarr
- Jerry Handley – basgitarr
- John French – trummor
- Mark Marcellino – keyboard